# Ōtomo no Otomaro
Ōtomo no Otomaro (大伴 弟麻呂?; 731 – 14 giugno 809) è stato un militare giapponese.
Fu il primo generale a rivestire la carica di shōgun, tra la fine del periodo Nara e l'inizio del periodo Heian.
La sua data di nascita è controversa, e alcuni la collocano nel 727; suo padre era Ōtomo no Koshibi, e apparteneva dunque al clan Ōtomo. Nel 779 gli fu concesso il secondo grado del quinto rango di onorificenza; nel 780 venne nominato luogotenente (suke) delle guardie di palazzo. Nel 783 venne nominato vice generale nella spedizione di Hitachi, e nel 791 salì al secondo grado del quarto rango di onorificenza.
Nel 794 l'imperatore lo inviò in guerra contro gli emishi (un insieme di tribù di etnia e lingua diverse dai giapponesi, antenate dei moderni ainu), concedendogli il titolo appositamente coniato di Sei-i Taishōgun ("grande generale inviato contro i barbari"), e affiancandogli Sakanoue no Tamuramaro, che avrebbe in seguito assunto a sua volta questo titolo. A seguito della sua vittoria lo promosse, nel 795, al secondo grado del terzo rango di onorificenza, concedendogli anche l'Ordine del Merito di seconda classe.